# Cagnes-sur-Mer
Cagnes-sur-Mer là một xã ở tỉnh Alpes-Maritimes, vùng Provence-Alpes-Côte d’Azur ở đông nam nước Pháp.

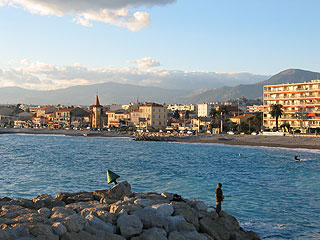
Cros-de-Cagnes
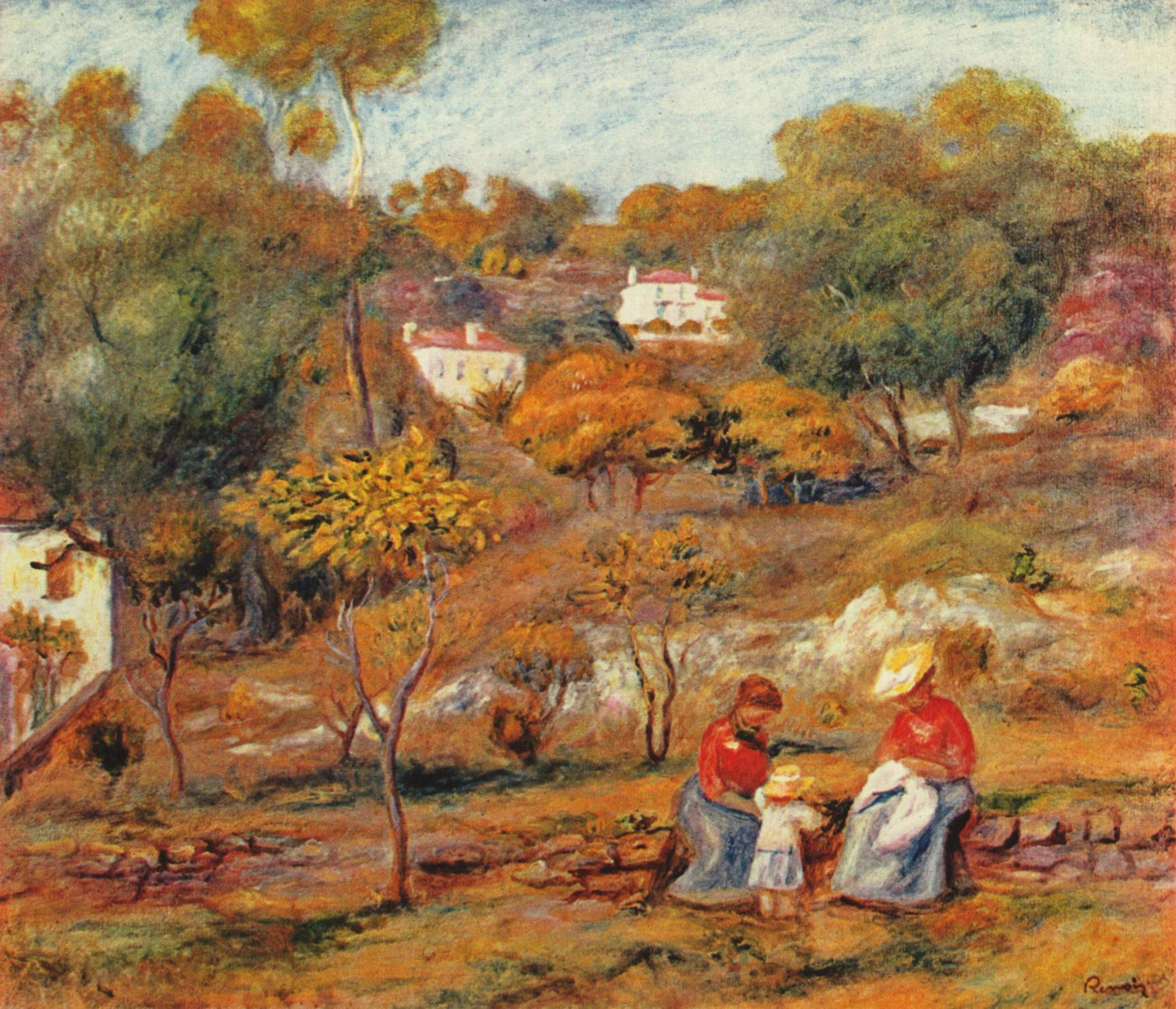
Landscape near Cagnes, by Pierre-Auguste Renoir